# Temple de la renommée du baseball
Pour les articles homonymes, voir Temple de la renommée.

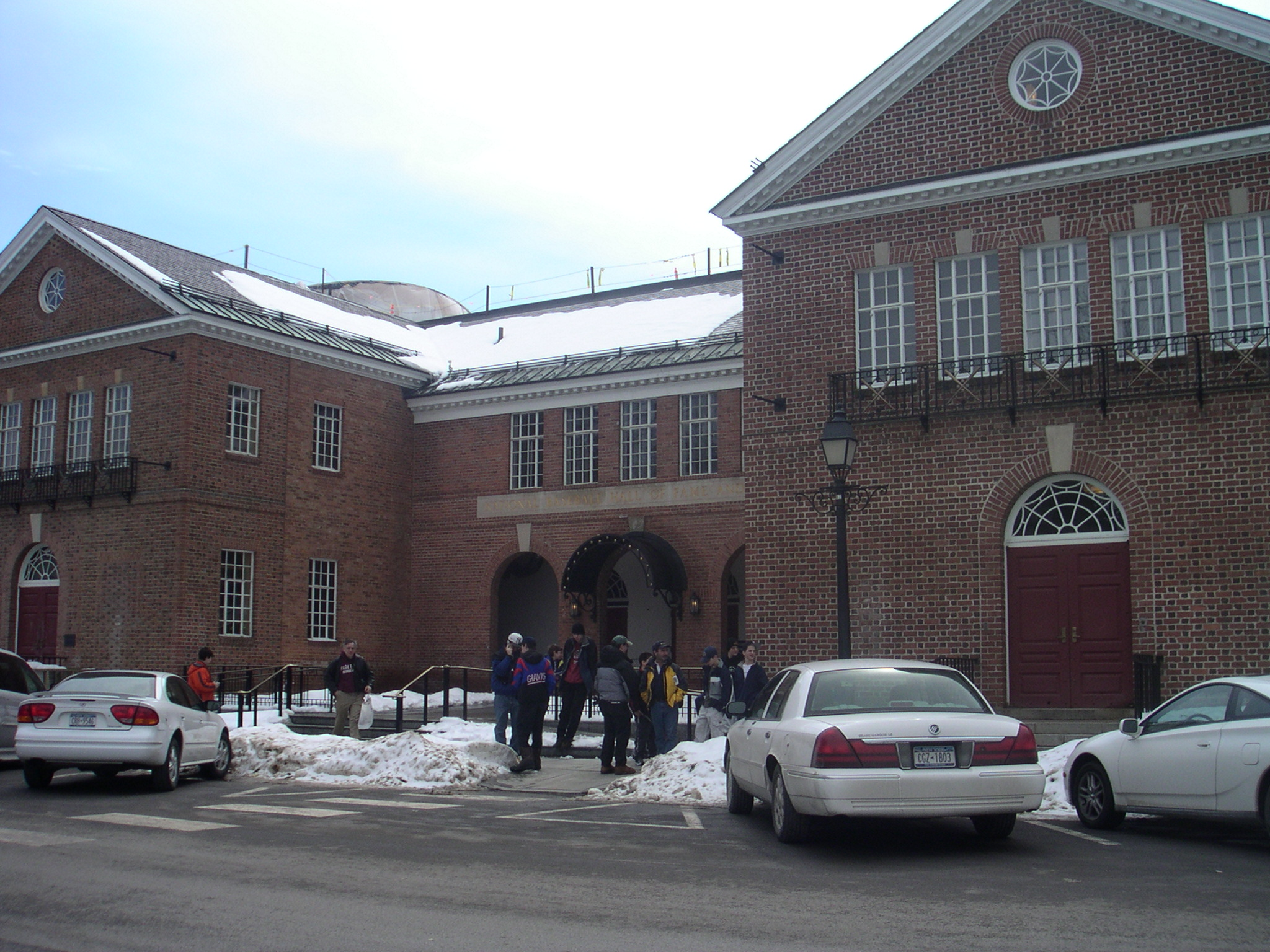
L'entrée du Temple de la renommée du baseball

Le Temple de la renommée du baseball (en anglais Baseball Hall of Fame) est un musée situé au 62, Main Street, à Cooperstown dans l'État de New York. Il est consacré à la mémoire des plus grands joueurs et entraîneurs de l'histoire du baseball. À ce titre, il sert de référence pour l'étude de l'histoire du sport. Sa devise est Préserver l'histoire, Honorer l'excellence, Réunir les générations.
Le nom « Cooperstown » est couramment utilisé par métonymie pour désigner le Temple de la renommée,.

## Les nominations

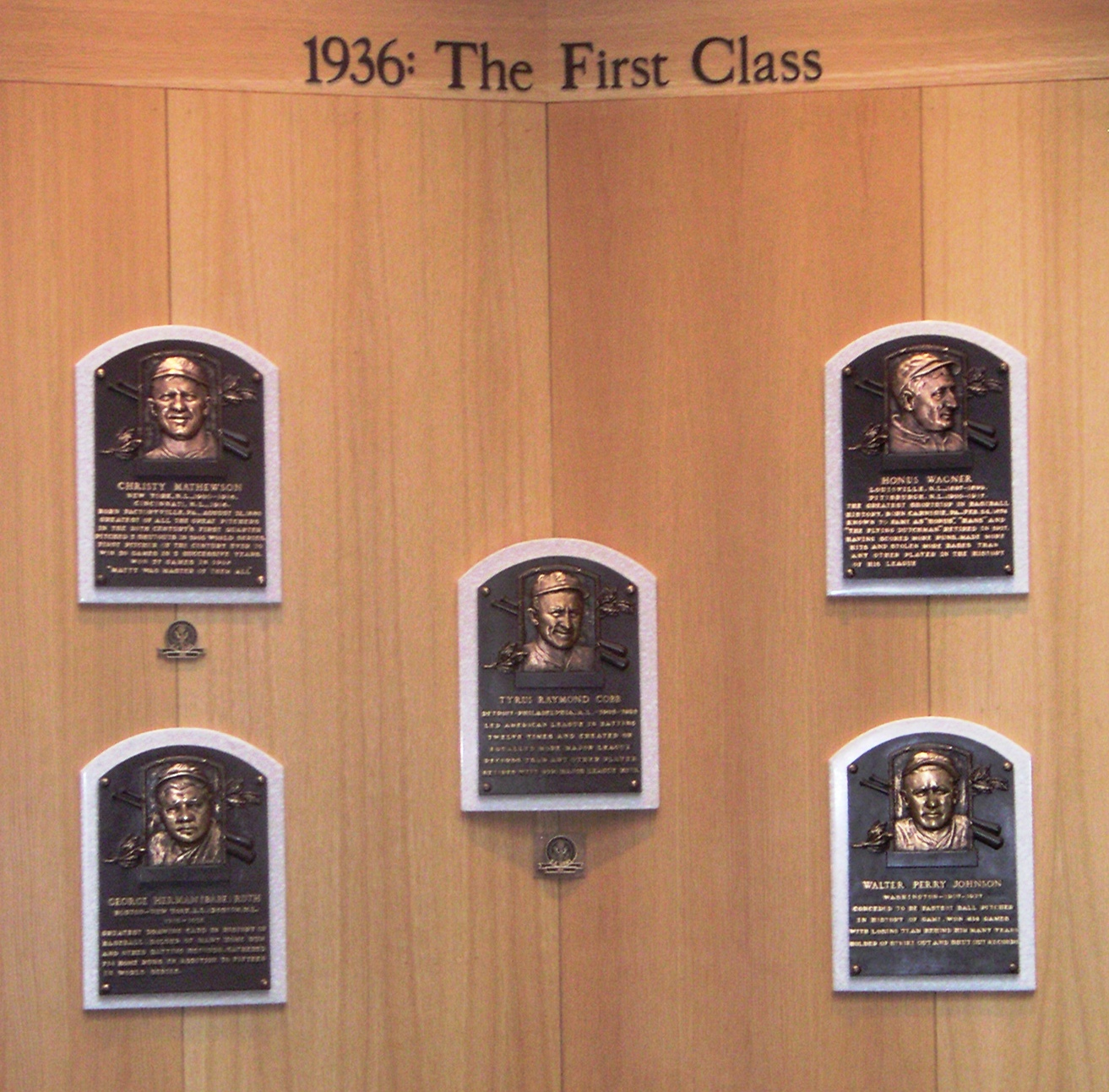
Les plaques des 5 premiers inscrits au Temple de la renommée.

Pour les amateurs de baseball, le Temple de la renommée du baseball n'est pas un musée ordinaire. C'est là que se trouve le palmarès des joueurs qui représentent l'élite de ce sport. En 1936, on inscrit cinq joueurs sur la liste : Ty Cobb, Walter Johnson, Christy Mathewson, Babe Ruth et Honus Wagner. C'est Cobb qui  recueille le plus grand nombre de voix, avec 98,23 % des votes. Depuis lors, 294 personnalités ont été inscrites au palmarès, parmi lesquelles 241 joueurs (dont 35 des Negro Leagues), 18 entraîneurs, 9 arbitres et 26 pionniers et dirigeants. Le musée est ouvert tous les jours de 9h00 à 17h00.

## Le musée

### Premier étage
- Baseball at the movies - une salle consacrée aux souvenirs des films de baseball
- The Bullpen Theater - une salle consacrée aux releveurs de baseball
- The Harper Gallery - une exposition sur  les Negro Leagues
- Induction Row - une exposition sur les nominations récentes
- The Perez-Steele Art Gallery
- The Plaque Gallery - plaques commémorant tous les joueurs inscrits au palmarès
- The Sandlot Kids Clubhouse - pour les jeunes
- Scribes and Mikemen - une salle consacrée aux gagnants des trophées de Frick et de Taylor Spink

### Deuxième étage
- The Grandstand Theater - une salle de cinéma où est présenté un film de 13 minutes consacré aux figures légendaires et aux plus grands moments du baseball
- The Game -  Un ensemble de salles d'exposition, dont la salle de Babe Ruth, la salle d' Hank Aaron et la salle Diamond Dreams, consacrée aux joueuses de baseball.
- Today's Game - Cette salle est consacrée au baseball actuel. Elle présente le maillot de chaque équipe en activité.

### Troisième étage

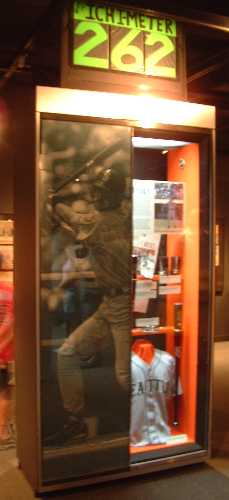
Section consacrée à Ichiro Suzuki dans The Records Room.

- Autumn Glory - Une exposition consacrée à la série mondiale
- The Records Room - Une liste des meneurs  offensifs et défensifs au baseball
- Sacred Ground - Une salle consacrée aux stades de baseball, présents et passés.